# Jacques Binoche
Pour les articles homonymes, voir Binoche.
Jacques Binoche, né le 14 janvier 1938, est un universitaire et historien français. 
Docteur ès lettres de l'université de Poitiers (1987) (sa thèse portait sur « le rôle des élus de l'Algérie et des colonies au Parlement sous la Troisième République : 1871-1940 »), il a été professeur à l'université d'Orléans (1977-1989) puis à l'Université française du Pacifique à Papeete (en 1990). 
Il est le fils du général François Binoche (1911-1997), le neveu de la résistante et femme politique Antoinette Binoche (1910-2001), le petit-fils de Léon Binoche (1878-1962), international de rugby à XV qui était le grand-oncle de l'actrice Juliette Binoche.

## Publications
(liste non exhaustive)
- L'Allemagne et le général de Gaulle - 1924-1970, éd. Plon, Paris, 1975
- Changer de cap, 1968-1978, dix années qui ont compromis les chances de la France, 201 p., éd. Seghers, 1977
- De Gaulle et les Allemands, 220 p., Éd. Complexe (Bruxelles) et Presses universitaires de France (Paris), 1990
- Histoire des relations franco-allemandes de 1789 à nos jours, 324 p., éd. Armand Colin, Paris, 1996
- L'Amérique et les Américains d'aujourd'hui, 207 p., éd. Ellipses, Paris, 2005
- Histoire des États-Unis, Ellipses, Paris, 2013
- La fin des années 30, 4 tomes, Edilivre, Paris, 2008-2014